# جدل

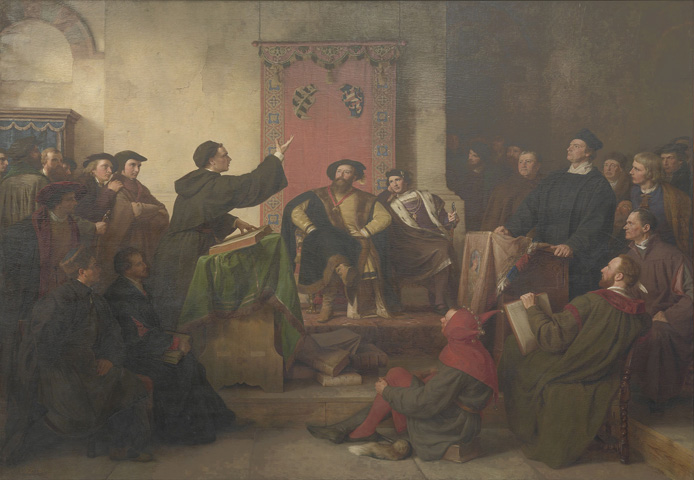
كارل فريدريش ليسينغ - الجدل بين لوثر وإيك - 1867

الجدل هو القياس المؤلف من المشهورات والمسلمات، والغرض منه إلزام الخصم وإفحام من هو قاصر عن إدراك مقدمات البرهان. وقيل دفع المرء خصمه عن إفساد قوله بحجة أو شبهة أو يقصد به تصحيح كلامه، وهو الخصومة في الحقيقة.